# Antoniuskapelle (Schwyz)
Die Antoniuskapelle steht im Ortsteil Rickenbach im Südosten der Gemeinde Schwyz. Die denkmalgeschützte Kapelle ist dem Antonius von Padua geweiht und wurde zwischen 1687 und 1688 erbaut. Sie gehörte zum Herrensitz Immenfeld.

## Geschichte
Der Bau der Kapelle geht auf ein Gelöbnis von Johann Dominik Betschart (* 1656; † 1736) zurück. Da dessen Frau Elisabeth Kyd vom Scheintod erweckt wurde und danach noch die Sterbesakramente empfangen konnte, gelobte er 1681 eine Kapelle zu bauen. Nach sechs Jahren wurde beim Hofportal des ihm gehörenden Herrensitzes im Immenfeld mit dem Bau der Kapelle begonnen. Durch die Jahreszahl 1688, die sich in der Wappenkartusche über dem Kapelleneingang befindet, wird die Vollendung des Bauwerks auf dieses Jahr datiert. Die Kapelle wurde zu Ehren des heiligen Antonius von Padua errichtet. Die Einsegnung fand im Jahr 1693 durch den Pfarrer Conrad Heinrich Ab Yberg statt. Die Weihe wurde 1701 vom Conrad Ferdinand (Weihbischof von Konstanz) durchgeführt. Die Kapelle wurde zwischen 1908 und 1912 umfassend renoviert, 1960 erfolgte noch eine Aussenrestaurierung. Die letzte Restaurierung erfolgte 1992, dabei wurde das Bild des heiligen Antonius auf der Aussenwand wieder freigelegt.

## Bauwerk
Es handelt sich um einen schlichten, hochgestelzten Bau mit frühbarockem Gepräge, in der Ausführung wie sie auch bei der Kapelle zur Schmerzhaften Muttergottes an der Schmiedgasse zur Anwendung kam. Die Kapelle besteht aus einem kurzen, rechteckigen Schiff mit einem eingezogenen dreiseitig umschlossenen Chor. An der Westseite befindet sich eine Vorhalle, die von zwei toskanischen Säulen getragen wird, mit einer schlichten Holztonnen-Decke. Das Kapellendach ist ein geknicktes durchgehendes Satteldach, auf dem sich ein runder Dachreiter mit sechseckiger Haube befindet.
Über dem rechteckigen Sandsteinportal, befindet sich das Gemälde Predigt des heiligen Antonius. Dieses Bild wurde anlässlich der letzten Renovation zurückversetzt, und das Gemälde von W. Müller aus dem Jahr 1960 wurde entfernt. Das heutige Bild besteht eigentlich aus zwei unterschiedlichen Teilen. Der heilige Antonius wurde Johann J. (Jakob?) Bertle (1837–1911) anlässlich der Renovation 1908–1912 gemalt, der Hintergrund ist aber noch das Vorgängerbild aus dem 17. Jahrhundert.

## Innenraum
Der Innenraum wird von einem Tonnengewölbe überspannt, das sich auf dem ausladenden Kranzgesims abstützt. Das Kranzgesims ist nur auf der Eingangsseite unterbrochen. Die Choreinziehung ist als Wandpfeiler ausgebildet. Der Innenraum ist reich mit Stuckaturen geschmückt. Obwohl der Stuckateur nicht bekannt ist, müssen sie stilistisch dem Umkreis der Tessiner Stuckateure Giovanni Bettini und Giacomo Neuroni zugewiesen werden, die Ende des 16. Jahrhunderts in der Gegend tätig waren. Im Chorhaupt befindet sich das reichverzierte Wappen der Betschart’s, das sich in einem Blattrankenkranz, der von zwei Putten hochgehalten wird, befindet. Über den Figurennischen beidseits des Altarbildes befindet sich je eine Putte, die je eine Wappenkartusche mit den Wappen der Reding bzw. Kyd beinhaltet. Im Schiff gibt es sowohl Decken- wie Seitenwandbilder, die von Stuckaturen eingefasst sind. Die Bilder im Innenraum stammen aus dem späten 17. Jahrhundert.
Dem Altar fehlt ein klarer architektonischer Aufbau, so sind Altar, Predella und Altaraufsatz lose übereinander gestellt. Es ist ein gemaltes Antependium vorhanden, dieses zeigt eine Szene aus der Gründungslegende, die Auffindung des Kelches. Das Altarbild, welches die Funktion des Altaraufsatzes übernimmt, befindet sich in einem üppig verzierten Rahmen mit Blattranken und Putten, in dessen Scheitel sich ein Medaillon mit einer geschnitzten Gruppe der Marienkrönung befindet. Das Bild selber zeigt den heiligen Antonius mit Madonna und Jesusknabe, in der Komposition und Malweise entspricht es der Malerei von Murillo, es wird allerdings vermutet, dass es von einem italienischen Meister geschaffen wurde.
In den beiden Nischen befinden sich die Statuen des heiligen Dominikus und des heiligen Franz von Sales. Der Chor ist mit einem leicht ins Schiff vorgerückten, reichverzierten Chorgitter abgetrennt.

## Schutzstatus
Die Kapelle wurde 1982 inventarisiert, und mit der Einstufung regional schützenswert versehen (mögliche Einstufungen: lokal, regional, national).